# Lonchaea polita
Lonchaea polita är en tvåvingeart som beskrevs av Thomas Say 1830. Lonchaea polita ingår i släktet Lonchaea och familjen stjärtflugor. Inga underarter finns listade i Catalogue of Life.